# 清城区
清城区是中华人民共和国廣東省清远市下辖的市辖区。清城区前身是清远县，建于秦朝，迄今已有2216年的历史。1988年初经国务院批准，清远撤县建市，清城区是清远市委、市政府的所在地，位于广东省中部，北江中下游，清城区总面积1333.8平方公里。區人民政府駐凤城街道。

## 历史沿革

### 古代
清城区所辖行政区划为原清远县境域之一部分。
汉元鼎六年（公元前111年）置县，因境内有中宿峡，故取名为中宿县，属南海郡。
吴甘露元年（265年），以桂阳郡南部，立始兴郡，中宿县改属始兴郡。
南北朝，宋太豫元年（472年）始兴郡改称广兴郡。齐建元元年（公元479年）复为始兴郡，中宿县属之。梁武帝期间（502～549年），置清远郡，辖中宿、威正、廉平、恩洽、浮护等5县，隶于衡州。陈，清远郡属西衡州。
隋开皇十年（590年）平陈，废清远郡及其所属的中宿、威正等5县，置清远县、政宾县，同属南海郡。
唐武德六年（623年）废政宾县并入清远县，属广州都督府辖。
五代南汉以及宋、元、明、清等朝，清远县均属广州府（路）。

### 近代
民国3年（1914年）清远县属粤海道尹（原名广肇罗道）；17年，属西区善后委员公署；21年，属中区绥靖委员公署；25年，属第二行政督察区。
中华人民共和国成立后，清远县属韶关地区。1983年7月，改隶广州市。
1988年1月7日，国务院批准撤销清远县，设立清远市。原清远县分置清城、清郊（今清新区）两个县级市辖区。
2003年6月，撤销上廓、下廓、南门和松岗街道，设立凤城街道；撤销附城镇，设立东城街道；撤销洲心镇、小市街道，设立洲心街道；撤销横荷镇，设立横荷街道。撤销高桥镇，将其行政区划并入源潭镇。同时撤并了16个村委会。
2009年，清新县飞来峡镇划归清城区管辖。

## 行政区划
清城区下辖4个街道办事处、4个镇：
凤城街道、东城街道、洲心街道、横荷街道、源潭镇、龙塘镇、石角镇、飞来峡镇、清远市高新技术产业开发区和清远市国营银盏林场。

## 人口
根據第七次全国人口普查數據，截至2020年11月1日零時，清城区户籍人口78.57万人（含高新区），常住人口112.51万人（含高新区）。

## 交通
高速公路： 许广高速、 乐广高速、 广连高速、 汕湛高速
公路： 107国道、 240国道、 355国道
铁路：京广铁路，京广高速铁路，广清城际铁路
公共交通：多条公交线路穿梭于市区各地，并正在兴建市区至银盏长隆的磁悬浮轨道交通。同时，属于清城区的新城汽车客运站有开往全省各地及相邻省份的长途客运班车。粵港汽車在市区内各大酒店亦有往来香港的客运班车。